# Врсте и облици музике
Музика се може поделити на више жанрова на много различитих начина. Ове класификације су често арбитрарне и контроверзне, а блиско повезани стилови се по правилу преклапају. Многи не верују да је могућа општа класификација музичких стилова која би била логички конзистентна, а такође сматрају и да се на тај начин постављају ограничења која спречавају развој музике. Иако нико не сумња да постоје сличности између музичких композиција, не може се порећи постојање изузетака који се не би могли сврстати ни у један жанр.
Постоје само четири музичка правца: народна музика, духовна музика, академска музика и популарна музика. Сваки правац припада одређеном броју музичких жанрова и сваки жанр има много поџанрова.
Следи класификација музичких жанрова:
- Амбијентална музика
- Бас
- Балада
- Бит
- Блуз
- Готик
- Готик рок
- Готик метал
- Гангста-реп
- Дарквејв
- Денс
- Друм ен бас
- Диско
- Електронска музика
- Етничка музика
- Индустријална музика
- Индустријал-рок
- Индустријал-поп
- Инструментална музика
- Култна музика
- Кантри музика
- Хеви метал
- Опера
- Ои!
- Панк
- Панк-рок
- Поп музика
- Поп-фанк
- Поп-фолк
- Психоделик
- Полка
- Прогресив рок
- Психоделични рок
- Рок
- Рокенрол
- Р'н'Б
- Рејв
- Реге
- Ретро
- Реп
- Салса
- Самба
- Ска
- Симфоник рок
- Симфонијска музика
- Танго
- Техно
- Техно-индустријал
- Трип-Хоп
- Тренс
- Фанк
- Фолк
- Фолк-рок
- Фолк метал
- Фолклорна музика
- Хор
- Хип хоп
- Хардкор
- Хард рок
- Хаус музика
- Џез
- J-pop
- J-rock
- K-pop